# 丹阳古城
丹阳古城，位于中国青海省民和县中川乡辛家村，为第四批青海省文物保护单位，公布日期为1986年5月27日，类型为古遗址。
丹阳古城的历史年代为宋。